# The Electric Alarm
The Electric Alarm er en amerikansk stumfilm fra 1915 af Tod Browning.

## Medvirkende
- Charles Gorman som Tom Elby.
- Lilian Webster.
- Lucy Payton.
- A.E. Freeman som Ryley.